# Cyclanthanae
Cyclanthanae is een botanische naam in de rang van superorde. De naam is gevormd vanuit de familienaam Cyclanthaceae.
Het Dahlgrensysteem gebruikte deze naam voor een superorde, geplaatst in de klasse Liliidae (=eenzaadlobbigen), met deze samenstelling:
- superorde Cyclanthanae
  - orde Cyclanthales
    - familie Cyclanthaceae

In het APG II-systeem (2003) wordt deze familie ingevoegd in de orde Pandanales.